# Pedrosillo de Alba
Pedrosillo de Alba – gmina w Hiszpanii, w prowincji Salamanka, w Kastylii i León, o powierzchni 19,26 km². W 2011 roku gmina liczyła 160 mieszkańców.